# Lancia da cavalleria

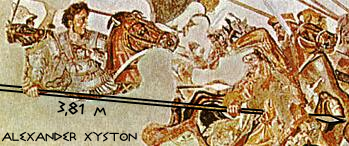
Lo xiston di Alessandro Magno - particolare dal mosaico romano "Battaglia di Isso".

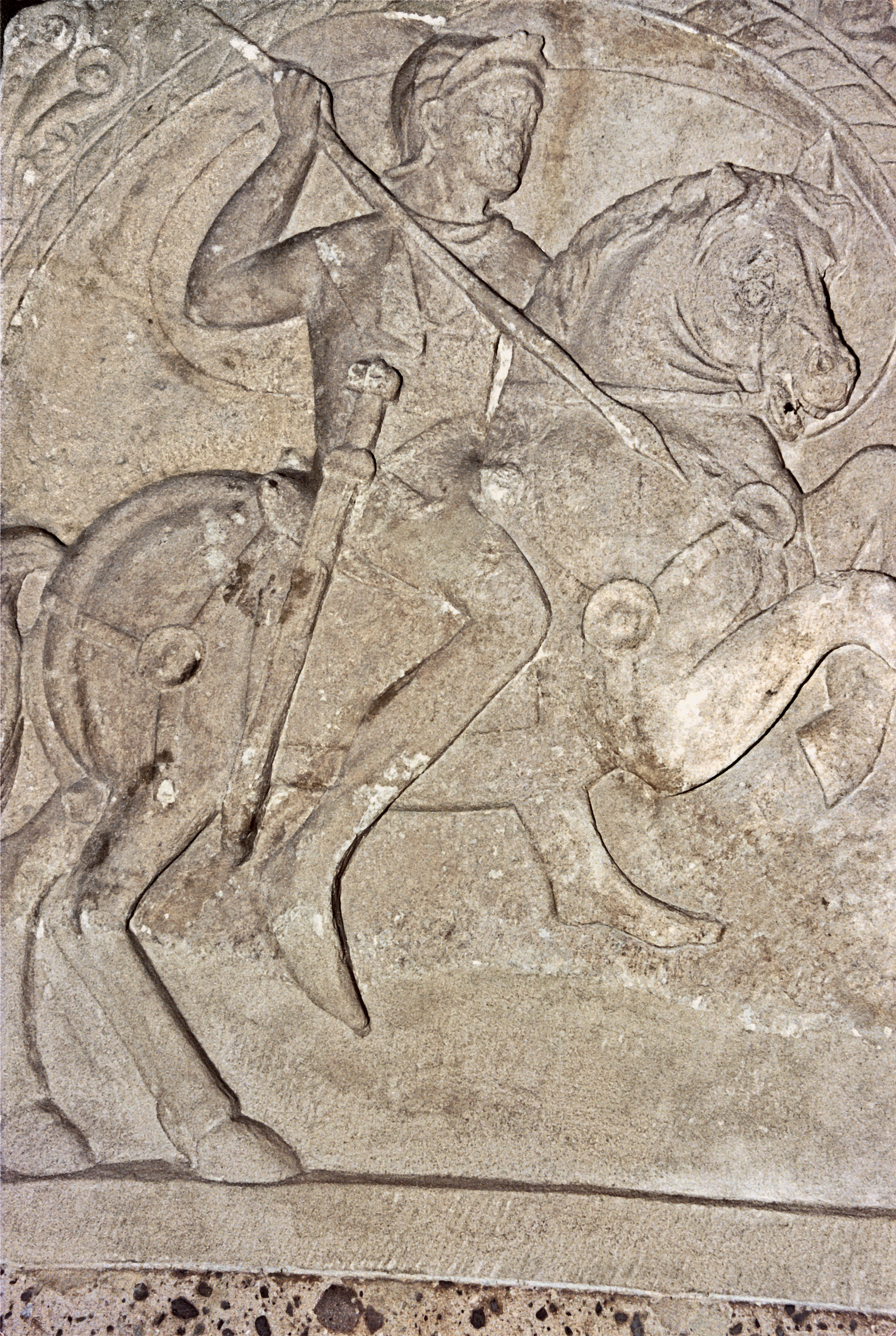
Cavaliere ausiliario dell'esercito romano armato di lancea - particolare da una pietra tombale romana di Colonia, I secolo.

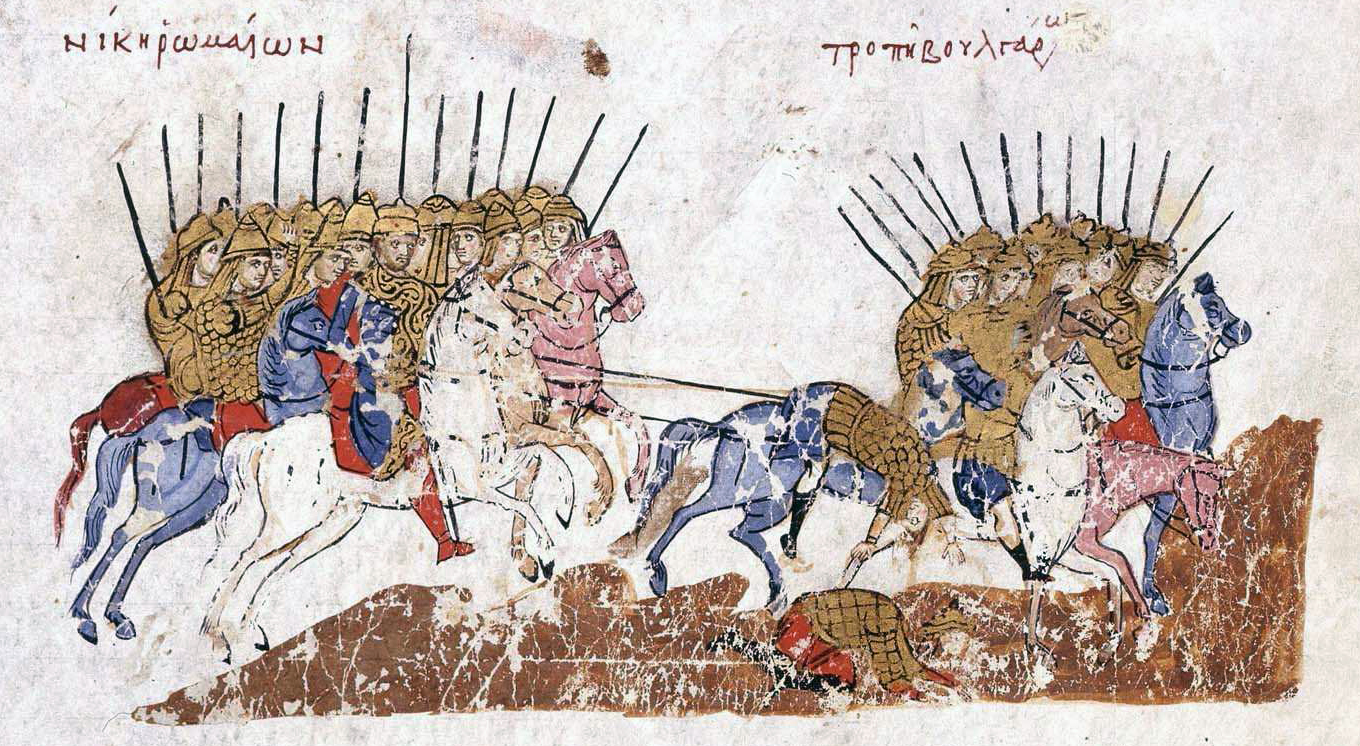
Carica di catafratti bizantini: Cronaca di Giovanni Skylitzes, Codex Græcus Matritensis, Biblioteca Nacional de España, Madrid.

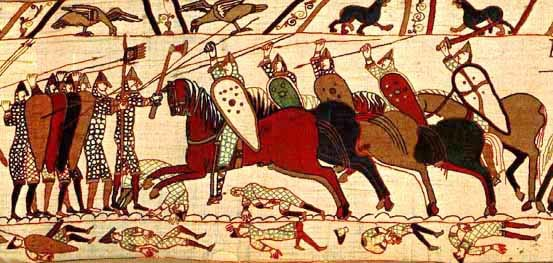
Carica dei cavalieri normanni nella Battaglia di Hastings - Arazzo di Bayeux.

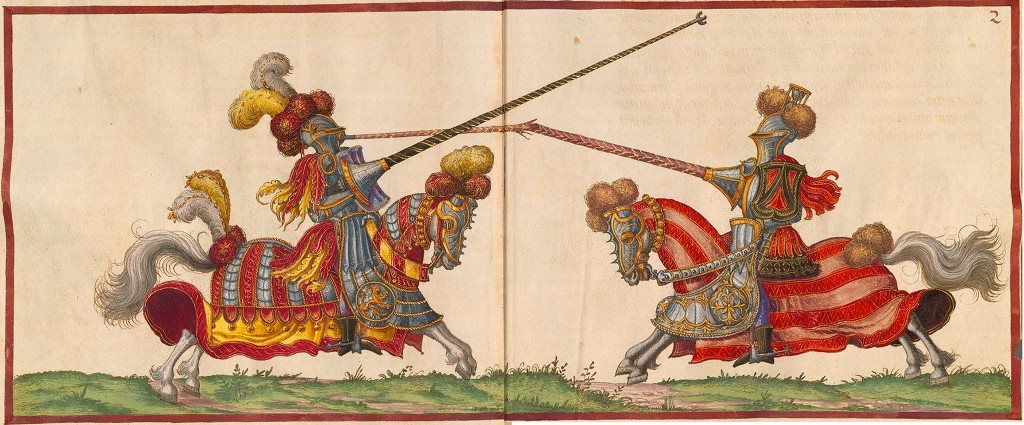
Giostra tra cavalieri - Paulus Hector Mair, De arte athletica, ca. 1540.

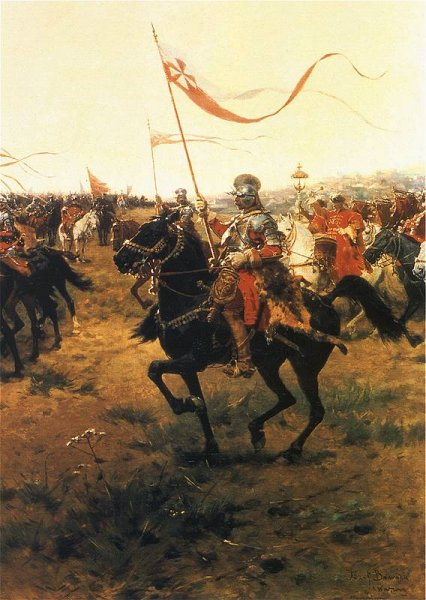
Towarzysz Husarski della Confederazione Polacco-Lituana, ca. XVII secolo - Józef Brandt.

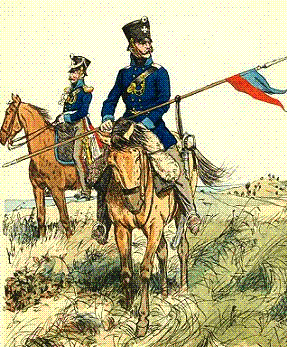
Lanciere tedesco. 1813-1815.

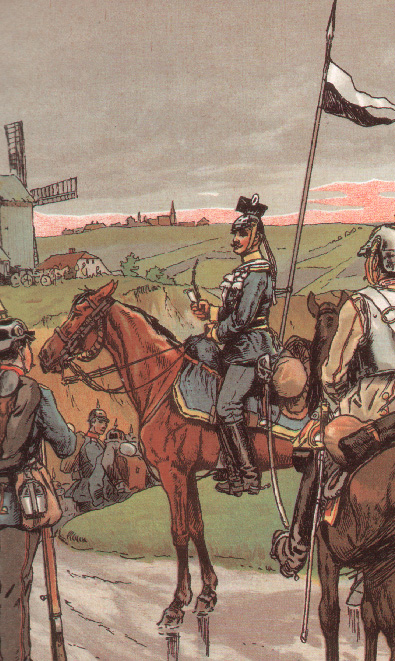
Ulano tedesco - ca. 1901.

La lancia da cavalleria (dal latino lancea; lance in lingua inglese) era l'arma inastata primaria in dotazione alle forze di cavalleria pesante dell'Età Antica e del Medioevo. 
Si trattava di una lancia normalmente più lunga della variante in uso alla fanteria, spesso dotata di particolari accorgimenti volti a facilitarne l'utilizzo da parte del cavaliere: una punta per ogni estremità, qualora una delle due si spezzasse durante la carica; padiglione paramano, ecc. 
Fu durante il Medioevo, periodo storico culturalmente, oltre che militarmente, dominato dalla figura del cavaliere, che la lancia arrivò alla sua forma definitiva, la lancia da giostra. Nel XIV secolo l'arma aveva lunghezza di oltre 4 metri, astile in legno, paramano metallico a forma di campana sopra l'impugnatura, anello d'aggancio alla resta applicata sulla corazza dell'utente e punta cuspidata in metallo di circa 20 cm. Sviluppata sia a fini bellici che a fini ludico-sportivi per l'utilizzo nelle giostre, da cui il nome, la lancia presentava anche una variante, "lancia cortese", più fragile e priva di punta, o dotata di smussata, per salvaguardare l'incolumità del bersaglio. L'intera superficie dell'arma era spesso decorata a colori vivaci, mentre un pennone con le insegne nobiliari (v. araldica) del cavaliere era assicurato alla base della punta metallica.
Arma per antomasia del cavaliere, la lancia diede anche il nome alla specifica unità militare di base su cui si strutturavano gli eserciti del medioevo europeo.
A partire dal Rinascimento, la lancia perse il suo primato quale arma d'elezione della cavalleria pesante che la abbandonò in favore della pistola a ruota. Con il progredire dell'Età Moderna, la lancia, alleggeritasi rispetto al modello "pesante" della lancia da giostra, divenne arma distintiva di uno specifico corpo di cavalleria leggera, i Lancieri o Ulani. 
La lancia scomparve dai campi di battaglia unitamente alle forze di cavalleria, dopo la prima guerra mondiale.

## Storia

### Origini
Lo sviluppo di una forma particolare di lancia in uso alle forze di cavalleria si dovette, quasi certamente, alle popolazioni della steppa euro-asiatica già responsabili dell'addomesticamento del cavallo e della diffusione del cocchio da guerra. Da un punto di vista pratico, è comunque plausibile ritenere la lancia da cavalleria quale diretta evoluzione della picca già in uso alle forze di fanteria pesante della civiltà minoica da cui sviluppò la dory degli opliti greci.
Le prime testimonianze certe relative all'uso della lancia da parte di cavalieri europei risalgono al IV secolo a.C.. Durante la più generale riforma dell'esercito macedone, il sovrano Filippo II di Macedonia codificò lo xiston quale arma d'elezione dei suoi cavalieri hetairoi, la prima forza di cavalleria pesante conosciuta. Si trattava di una lunga lancia in legno di corniolo, sottile e flessibile, che il cavaliere poteva efficacemente brandire contro i fanti armati di picche sempre più pesanti e massicce (v. sarissa).
Il successo degli hetairoi macedoni, ascritto nel mito dalle vittorie dell'erede di Filippo, Alessandro Magno, garantì il perdurare del modello del cavaliere armato di una lunga lancia pur nel generale contesto degli scontri campali dominati dalle forze di fanteria che caratterizzò tutta l'Età Antica. Dopo lo xiston, venne sviluppato il contus, una vera e propria picca da cavalleria utilizzata dai nomadi Sarmati nelle loro razzie ai danni di Daci, Germani e Romani al tempo dell'Impero romano. Il contus fu il vero prototipo della successiva lancia da cavalleria: un'arma lunga e massiccia, che il cavaliere doveva brandire utilizzando entrambe le mani, fidando solo sulle sue gambe per rimanere in sella.
Dal contus dei Sarmati derivò, forse, la lancea in uso alle truppe di cavalleria ausiliaria, solitamente Galli o comunque Celtiberi, di Roma. La lancea, utilizzabile ad una mano, a differenza del contus potrebbe comunque essere derivata dal modello della lancia da cavalleria in uso a Celti e Germani al momento del loro incontro con la civiltà romana.

### Medioevo
Dai Sarmati, l'uso del contus passò alle truppe di cavalleria pesante dell'Impero partico, i catafratti, guerrieri coperti da un lungo giaco di maglia a squame montati su cavalli bardati in modo simile. L'efficacia dei catafratti, esemplificata ai Romani dalla misera fine dell'esercito di Lucio Licinio Crasso nella Battaglia di Carre, ne fece una delle unità militari più invidiate ed emulate nella storia dell'Antichità. Reparti di catafratti furono in uso presso le forze dell'Impero sasanide (226-651), succeduto a quello dei Parti (253 a.C.-224 d.C.), alle forze dei Romani e, caduta Roma, alle forze di cavalleria dell'Impero bizantino che ne fece una sua truppa d'élite. Rispetto ai catafratti romano-parti, i catafratti bizantini utilizzavano il kontarion con una sola mano grazie ad un gancio sub-ascellare simile alla resta successivamente diffusasi in Occidente.
Il bisogno di poter meglio maneggiare una lancia sempre più pesante provocò una massiccia evoluzione nella linea e nella componentistica della corazza in uso alla cavalleria pesante. Alla piastra pettorale venne fissato un uncino metallico, la resta, il cui scopo precipuo era garantire una miglior presa "sotto braccio" dell'arma durante la carica. Il lato sinistro della corazza (pettorale, spalla e braccio), solitamente bersaglio preferenziale del colpo di lancia nello scontro tra cavaliere vs cavaliere, fosse esso reale o ludico, venne irrobustito con un'apposita forma di spallaccio "avvolgente", la guardastanca. I finimenti stessi della cavalcatura furono oggetto di un'accorta opera di irrobustimento: a prescindere infatti dal ritorno in auge di cavalli interamente corazzati su modello degli antichi catafratti, caratteristica precipua della sella basso-medievale era la presenza di arcioni piatti in sostituzione dei "pomi", in pratica due fermi che "incastravano" il bacino del cavaliere per aiutarlo a resistere al colpo di lancia che lo avrebbe potuto facilmente sbalzare di sella ("disarcionare" in lingua italiana).

### Età Moderna
La rivoluzione militare rinascimentale introdusse nei campi di battaglia europei importanti novità tecnico-strategiche che costrinsero la figura del guerriero corazzato a cavallo armato di lancia ad una radicale revisione delle sue mansioni, del suo equipaggiamento e del suo stile di combattimento:
- a partire dal felice esito degli scontri tra i mercenari svizzeri armati di picca e la cavalleria del Ducato di Borgogna, rinomata come la miglior cavalleria d'Europa, (primordi del XV secolo), le forze di fanteria ordinate in serrati quadrati di picchieri divennero l'elemento principe nella risoluzione degli esiti degli scontri campali;
- il passaggio delle armi da fuoco dalla fanteria alla cavalleria, concretizzatosi con l'invenzione della pistola a ruota (primordi del XVI secolo) facilmente ricaricabile stando in sella, spinse verso la creazione di appositi corpi di cavalleria pesante che sfruttassero le armature per portarsi il più vicino possibile al nemico, scaricare le loro armi da fuoco e passare alla carica all'arma bianca: i corazzieri.

Contrariamente a quanto si è semplicisticamente portati a supporre, queste radicali innovazioni non portarono alla scomparsa della lancia dalla panoplia dei cavalieri del Cinquecento o del Seicento. Testimonianze scritte ed iconografiche testimoniano la sopravvivenza, nel Regno di Francia e nel Regno d'Inghilterra, di corpi di cavalleria pesante armati sia di lancia che di pistole durante il XVI secolo (Mezze lance e Gendarmi). 
Il sistematico perfezionamento delle armi da fuoco durante il Seicento, soprattutto negli scontri tra quelle potenze europee che più fecero ricorso a fanti e cavalieri armati di pistole ed archibugi (es. Guerra degli Ottant'Anni tra Regno di Spagna e Province Unite, gli attuali Paesi Bassi), portò certamente ad una loro sempre più massiccia diffusione. Nel contempo però, soprattutto nei regni cristiani dell'Europa Orientale costantemente impegnati nella lotta contro l'Impero ottomano, il Regno d'Ungheria prima e la Confederazione Polacco-Lituana poi, risultò particolarmente positivo il riscontro sull'impiego di forze di cavalleria leggera o media capaci di sfruttare la carica alla lancia contro formazioni di fanteria temporaneamente scompaginata dal tiro degli archibugieri o impegnata nello scontro. Mentre dai Balcani al Mar Baltico si diffondeva il modello dei lancieri Serbi privi di corazza, gli Ussari, impiegati per azioni di schermaglia e ricognizione, i polacco-lituani svilupparono una forma ibrida di cavalleria pesante con mezze-corazze, montata su cavalli privi di bardatura, armata di lancia e pistole: gli Husaria. Fidando sulla riscoperta rapidità delle cavalcature prive d'ingombro, su di uno schieramento a ranghi larghi, sul meglio della produzione europea in fatto di corazze e su di un'apposita lancia da giostra lunga sino a 6 metri ma destinata ad infrangersi all'urto con il bersaglio, la kopia, i cavalieri polacchi ricorsero vittoriosamente alla carica lancia in resta contro la fanteria nemica per tutto il Seicento.
Stando agli storici, fu proprio l'incontro con la potente cavalleria polacco-lituana armata di lancia che spinse il sovrano Gustavo II Adolfo di Svezia, uno dei massimi innovatori della strategia bellica europea dell'Età Moderna, ad apportare pesanti innovazioni nella strategia campale applicata alle forze di cavalleria. L'urto risolutivo della carica all'arma bianca, fosse essa la spada o la lancia, divenne scopo precipuo del cavaliere che doveva perciò rendere al fante l'utilizzo generalizzato delle armi da fuoco sempre più precise e potenti (v. moschetto).
Con l'aprirsi del XVIII secolo la figura dei cavalieri deputati all'uso delle armi da fuoco (pistolieri ed archibugieri a cavallo, harquebusiers) scomparvero, venendo rinquadrate nel corpo ibrido dei dragoni, fanti montati al fine di velocizzarne gli spostamenti sul campo di battaglia. I corazzieri e gli ussari, armati di pistole e spada, rimasero in auge, affiancati ora, nella carica risolutiva contro i quadrati di fanteria martellati dal fuoco dei moschettieri, da una nuova figura di cavaliere privo di corazza che caricava il nemico lancia in resta: il Lanciere. Si trattava, anche in questo caso, di un'unità bellica derivata da un modello orientale già in uso presso turchi e polacchi: l'Ulano. Il disfacimento della Confederazione Polacco-Lituana, realizzatosi lungo tutto il corso del Settecento tramite le Spartizioni della Polonia tra Impero austro-ungarico, Regno di Prussia ed Impero russo, facilitò la diffusione di questo efficace corpo di cavalleria nel teatro bellico dell'Europa occidentale.
Il positivo giudizio di Napoleone sull'impiego degli ulani polacchi, i lancieri per antonomasia, garantì la definitiva sopravvivenza di truppe montate armate di lancia per tutto il XIX secolo (v. Cavalleria napoleonica). Durante e dopo le Guerre napoleoniche la lancia venne, in alcune occasioni, utilizzata come arma anche per la prima fila dello schieramento di ussari o di dragoni.

### Declino
Arma da sempre distintiva delle forze di cavalleria europea, la lancia scomparve dal teatro bellico del Vecchio Mondo solo quando scomparve la cavalleria medesima, tra la Prima e la seconda guerra mondiale.

## Tipologie di Lancia da cavalleria
- Lo xiston (ξυστόν in greco antico) in uso agli hetairoi del Regno di Macedonia era lungo 3,5-4,25 m, realizzato in legno di corniolo e con una punta in metallo ad ogni estremità (lama e calzuolo) secondo il disegno delle lance da fanteria dell'Antichità.
- Il contus dei nomadi Sarmati, poi passato ai catafratti Parti, Sasanidi e Bizantini era lungo 4,5 m, molto più grosso e pesante dello xiston.
- La lancea della cavalleria ausiliaria dell'esercito romano fu probabilmente un ibrido tra il contus dei sarmati e le lance da cavalleria già in uso presso i Celti, tra le cui file venne reclutata buona parte dei cavalieri al servizio dell'Impero romano[5][6].
- La lancia utilizzata dalle forze di cavalleria dell'antica Cina era una variante più lunga (circa 4 m) della qiang (槍) in uso alla fanteria.
- La chiavarina, arma sviluppata dalle popolazioni germaniche per la caccia al cinghiale, venne adoperata come lancia per la cavalleria dei Franchi. Aveva una massiccia testa metallica di oltre 30 cm, con bracci d'arresto (lug) sulla gorbia, e non presentava il calzuolo.
- La lancia da giostra sviluppata nel Basso Medioevo europeo era lunga oltre 4 m, massiccia e pesante, con padiglione para-mano, anello d'aggancio per la resta e pesante cuspide in metallo.
- La kopia in uso agli husaria polacco-lituani tra XVI e XVII secolo era una lancia incredibilmente lunga (anche 6 metri), con un curioso padiglione di forma sferica e pronunciata punta metallica in acciaio damasco;
- La lancia da ulano, diffusasi tra XVIII e XIX secolo in tutta Europa, misurava circa 3 metri e tornava a presentare una lama assicurata alla sommità della gorbia[7]. Rispetto agli ulani inglesi, francesi e polacchi, gli ulani tedeschi ricorsero a lance realizzate interamente in metallo: l'asta era composta da un tubo di acciaio del peso di 1,6 kg chiuso al vertice dalla punta cuspidata[8].